# Kathryn Sullivanová
Kathryn Dwyer Sullivanová (* 3. října 1951 Paterson, stát New Jersey, USA) je americká profesorka geologie, kosmonautka tří letů raketoplánem.

## Život

### Mládí a výcvik
Po základní a střední škole absolvovala Kalifornskou univerzitu v Santa Cruz, obor geofyzika. Na Dalhousieově univerzitě v kanadském Halifaxu absolvovala postgraduál. Do týmu kosmonautů NASA byla doktorka Sullivanová v lednu 1978 vybrána jako civilistka a astronautka specialistka..

### Lety do vesmíru
Poprvé letěla na Challengeru roku 1984 a tímto okamžikem se stala 151. kosmonautem Země, pátou mezi ženami. V posádce STS-41-B bylo šest lidí, velitel Robert Crippen, dále pak Paul Scully-Power z Austrálie, Marc Garneau z Kanady, z USA Kathryn Sullivanová, Sally Rideová, David Leestma a Jon McBride. Během osmidenního letu vypustili družici ERBS. Přistáli v pořádku na mysu Canaveral na Floridě.
Podruhé letěla v raketoplánu Discovery na jaře 1990. Během pětidenního STS-31 letu vypustili Hubbleův vesmírný dalekohled (angl. Hubble Space Telescope – HST). Posádka: Loren Shriver, Charles Bolden, Bruce McCandless, Steven Hawley a Kathryn Sullivanová. Startovali na Floridě, přistáli na základně Edwards v Kalifornii.
Potřetí a naposled letěla na raketoplánu Atlantis. Jeho posádka: velitel plk. nám. pěchoty Charles Bolden, pilotem pplk. USAF Brian Duffy, dále pak dr. Kathryn Sullivanová (ve funkci velitelky užitečného zatížení), kpt. David Leestma, Michael Foale, dr. Byron Lichtenberg a dr. Dirk Frimout, první Belgičan letící ve vesmíru. Tato osmidenní mise STS-45 sebou vezla laboratoř Spacelab a program byl naplněn řadou experimentů. Start a tentokrát i přistání bylo na Floridě.
- STS-41-G Challenger (5. října 1984 – 13. října 1984)
- STS-31 Discovery (24. dubna 1990 – 29. dubna 1990)
- STS-45 Atlantis (24. března 1992 – 2. dubna 1992)

### Po letech
Po odchodu z NASA nedlouho po svém posledním letu se stala vědeckou pracovnicí v Národním úřadu pro oceán a atmosféru ve Washingtonu, D.C. a to do roku 1996. Poté nastoupila jako prezidentka a CEO vědecké organizace COSI (Center Of Science and Industry) v Ohiu, po roce 1999 pracovala u společností American Electric Power Co., Inc. a McDermott International, Inc., New Orleans.